# كهف جودنوس
كهف جودنوس (بالألمانية: Gudenushöhle) هو موقع أثري بالقرب من مدينة كريمس في شمال شرق النمسا. يشتهر بالحفريات وبقايا المستحثات من العصر الحجري القديم.